# 타임 로드
타임 로드(Time Lord)는 드라마 닥터 후에 등장하는 주인공 닥터의 종족으로, 모행성은 갈리프레이다.
타임 로드들은 매우 지능이 뛰어나고 엄청난 과학적 지식을 갖고 있어 우주에서 가장 안정적인 시간 여행 기술, 안쪽이 바깥보다 큰 구조물을 만드는 기술 등 여러 가지 기술을 갖고 있다.
또한 재생성을 통해 죽음의 위기가 왔을 때 신체의 모든 세포를 새로 만들어내 외모, 성격, 성별 등 기억을 제외한 모든 부분이 새롭게 바뀔 수 있다.

## 역사
타임 로드들은 원래는 행성의 이름을 따서 갈리프레이인이라고 불려왔다. 그들은 비록 타임 로드들처럼 뛰어난 지능을 갖고 있었지만 이론적인 시간 여행 기술만을 갖고 있었고, 재생성도 할 수 없었으며, 전체적으로 타임 로드와는 다른 종족이었다. 그러나, 오메가라는 갈리프레이 과학자에 의해 타디스의 기초가 된 안정적인 시간 여행 기술이 생겼고, 시간 여행을 하며 타임 볼텍스에 지속적으로 노출된 결과로써 재생성이라는 신체적 변화도 생기게 되었다.
타임 로드들은 오랜 기간 달렉이라는 종족에 맞서 시간 전쟁이라는 전쟁을 치러왔다. 그 과정에서 원래 선하던 타임 로드들은 오랜 전쟁으로 정신이 피폐해지게 되었고, 달렉들을 이기기 위해 온갖 방법을 다 써서 전쟁을 치러왔다. 또 2009년 스페셜 "The End of Time"에서 타임 로드들이 마스터를 통해 다른 시간대로 이동해 시간 전쟁에서 빠져나오려 시도하지만, 시간 전쟁 당시의 지옥같던 상황을 다시 불러일으킬 수 없었던 닥터와 마스터에 의해 저지당하게 된다.
원래 타임 로드들은 시간 전쟁의 마지막 날에 멸망한 것으로 알려져있었다. 그러나 이후 50주년 스페셜 에피소드 The Day of the Doctor에서 알려진 바로는 전쟁의 닥터가 시간 전쟁을 끝내기 위해 모멘트라는 무기를 작동시켜 달렉과 타임 로드 모두를 전멸시키려 시도하지만, 10대 닥터와 11대 닥터가 나타나 다른 닥터들과 함께 갈리프레이 전체를 다른 평행 우주로 이동시켜 갈리프레이를 구하게 된다. 이후 The Time of the Doctor에서 트렌잘로어 행성에 있던 시공간의 균열을 통해 닥터의 도움을 받아 원래의 우주로 돌아오려 시도하지만, 다시 부흥한 달렉 종족들을 포함한 타임 로드들의 여러 적대 세력들로 인해 타임 로드들이 돌아오는 그 즉시 다시 시간 전쟁이 재개될 수 있는 상황이었기 때문에, 닥터는 어쩔 수 없이 이러지도 저러지도 못한 채 트렌잘로어에 머무르며 타임 로드의 재림을 막으려는 다른 종족들의 침공에서 마을을 지키며 수백년간 살게 된다. 수백년이 지난 후 12번의 재생성 횟수를 다 채워 재생성도 불가능해진 늙고 힘없는 닥터는 달렉들의 침공에 대응하지 못하고 최후를 기다리나, 타임 로드들이 시공간의 균열 사이로 재생성 에너지를 보내주며 균열이 닫히고, 마을을 다시 구하고 12대 닥터로 재생성하게 된다.

## 타임 로드들의 목록
- 닥터
- 마스터
- 수잔 포어맨
- 라실론
- 오메가
- 로마나
- 리버 송 - 에이미 폰드와 로리 윌리엄스의 딸로, 본래 이름은 멜로디 폰드이다. 부모는 모두 인간이지만 타디스안에서 만들어져 그 영향으로 타임 로드의 DNA를 갖고 있다. 하지만 닥터를 살리기 위해 남은 재생성 에너지를 다 주어서 더 이상 재생성이 불가능한 상태이다. 리버 송과 닥터의 타임라인은 반대로 가고 있으며(리버송이 늙어갈수록 닥터는 젊어진다.) 또한, 에이미 폰드와 로리 윌리엄스의 학창시절 때 멜스라는 이름으로 친구로 함께 보낸다.
- 제니 - 닥터의 유전자를 통해 단성 생식으로 만들어진 타임 로드.
- 도나 노블 - 원래 인간으로 닥터의 동반자였으나, 닥터의 재생성 에너지에 영향을 받아 타임 로드의 유전자가 섞이게 된다.

## 같이 보기
- 갈리프레이
- 달렉
- 사이버맨